# Nymphaster moluccanus
Nymphaster moluccanus är en sjöstjärneart som beskrevs av Fisher 1913. Nymphaster moluccanus ingår i släktet Nymphaster och familjen ledsjöstjärnor. Inga underarter finns listade i Catalogue of Life.